# 自然疗法医生
自然疗法医生（naturopathic doctor）是一个新兴医疗名词，目前自然疗法医生在一些国家开始立法注册，包括美国，加拿大，有自然疗法学校纳入政府教育，美国的注册自然疗法医生可以接生，进行小手术，配合营养草药疗法，维他命，其他天然疗法，不包括化学药品，不施行化疗，电疗，放疗等损害大的治疗，不主张随意手术，是相对温和的医疗行为，目前开始在世界流行。